# Мозирє (община)
Община Мозирє (словен. Občina Mozirje) — одна з общин Словенії. Адміністративним центром є місто Мозирє.

## Населення
У 2011 році в общині проживало 4068 осіб, 2015 чоловіків і 2053 жінок. Чисельність економічно активного населення (за місцем проживання), 1683 осіб. Середня щомісячна чиста заробітна плата одного працівника (EUR), 878,32 (в середньому по Словенії 987.39). Приблизно кожен другий житель у громаді має автомобіль (57 автомобілі на 100 жителів). Середній вік жителів склав 41,0 роки (в середньому по Словенії 41.8). 